# Economía del cambio climático
La economía del cambio climático es el campo de estudios que analiza las interacciones entre el cambio climático antropogénico, las políticas para remediarlo y la economía. Para evaluar estas interacciones, los analistas recurren a modelar "escenarios" de los cambios ambientales, sociales y económicos futuros proyectados. Estos escenarios pueden ayudar a los gobiernos a entender las posibles consecuencias de sus decisiones. Hay una serie de políticas que los gobiernos podrían considerar en respuesta al calentamiento global. La evaluación de estas políticas en función de su interrelación con la actividad económica son objeto de estudio de la economía del cambio climático. 
La economía del cambio climático intenta cuantificar los efectos del cambio climático, tales como el aumento del nivel del mar, en términos monetarios. Estas evaluaciones pueden ser objeto de controversia.
Las respuestas necesarias para resolver y afrontar el cambio climático (la reducción de gases de efecto invernadero, la mitigación y la adaptación) tienen a su vez impactos sobre las actividades económicas y afectan las variables macroeconómicas.
Una de las respuestas a las incertidumbres del calentamiento global es la adopción de una estrategia de toma de decisiones secuencial. Esta estrategia reconoce que las decisiones sobre el calentamiento global deben hacerse con información incompleta, y que las decisiones en el corto plazo tendrán potencialmente impactos a largo plazo. Los gobiernos podrían optar por utilizar la gestión de riesgo como parte de su respuesta política al calentamiento global. Por ejemplo, un enfoque basado en el riesgo se puede aplicar a los impactos climáticos que son difíciles de cuantificar en términos económicos, por ejemplo, los impactos del calentamiento global sobre los pueblos indígenas.
Los analistas han evaluado el calentamiento global en relación con el desarrollo sostenible. El desarrollo sostenible considera cómo pueden ser afectadas las generaciones futuras por las acciones de la actual generación. En algunas áreas, las políticas diseñadas para abordar el calentamiento global pueden contribuir positivamente a otros objetivos de desarrollo. En otras áreas, el costo de las políticas del calentamiento global puede desviar recursos de otras inversiones sociales y ambientalmente beneficiosas (los costos de oportunidad de la política de cambio climático).

## Análisis
Un ejemplo de la relevancia de las reservas y flujos para la economía del cambio climático son los análisis que tratan de encontrar formas rentables (más baratas) de reducir las emisiones globales de GEI. A menudo, en estos análisis, las futuras emisiones de gases de efecto invernadero se reducen sustancialmente desde su nivel actual en el tiempo, con el objetivo de limitar la concentración atmosférica de gases de efecto invernadero a un nivel particular. Este tipo de análisis no sólo requiere una comprensión de las ciencias naturales, por ejemplo, la naturaleza reserva-flujo de gases de efecto invernadero, sino también una comprensión de las ciencias técnicas, sociales y económicas, por ejemplo, la disponibilidad y el costo de las tecnologías para reducir las emisiones de GEI, tanto ahora como en el futuro.
Otro aspecto de la economía es la naturaleza a largo plazo del problema. Si bien más de la mitad del CO2 emitido se retira actualmente de la atmósfera dentro de un siglo, una fracción (aproximadamente 20%) de CO2 emitida permanece en la atmósfera durante muchos miles de años. Los impactos del cambio climático son a largo plazo, por ejemplo, el futuro aumento del nivel del mar debido al calentamiento global se prevé que continúe durante siglos o milenios. La reducción de las emisiones (mitigación del cambio climático) también exige que se tomen decisiones que tienen consecuencias a largo plazo. Por ejemplo, en el sector de la energía, una central eléctrica de carbón puede estar en funcionamiento durante más de 50 años. Por lo tanto, las decisiones de inversión a corto plazo en el sector de la energía pueden tener efectos a largo plazo sobre las futuras emisiones.
Otro aspecto de la economía relacionado con el presente es la elección de la tasa de descuento social. La tasa de descuento social es utilizada por los gobiernos para comparar los efectos económicos de las diferentes decisiones políticas a través del tiempo. La naturaleza a largo plazo del cambio climático hace que la elección de la tasa de descuento social sea importante en las evaluaciones de costes económicos de las políticas de cambio climático.

## Escenarios
Uno de los aspectos económicos del cambio climático está produciendo escenarios de futuro desarrollo económico. Desarrollos económicos futuros, pueden, por ejemplo, afectar la manera en que la sociedad es vulnerable al cambio climático a futuro, lo que los futuros impactos del cambio climático podrían ser, así como el nivel de las emisiones futuras de gases de efecto invernadero.

### Escenarios de emisiones
En escenarios diseñados para proyectar las futuras emisiones de GEI, proyecciones económicas, por ejemplo, los cambios en los niveles de ingresos futuros, a menudo necesariamente pueden combinarse con otras proyecciones que afectan a las emisiones, por ejemplo, los futuros niveles de población. Dado que estos cambios futuros son muy inciertos, un enfoque es el de análisis de escenarios. En el análisis de escenarios, los escenarios que se desarrollan están basados en suposiciones diferentes de los futuros patrones de desarrollo. Un ejemplo de ello son los escenarios de emisiones del IEEE producidos por el Panel Intergubernamental sobre el Cambio Climático (IPCC). Los escenarios del IEEE proyectan una amplia gama de posibles niveles de emisiones en el futuro. Los escenarios del IEEE son una "línea de base" o escenarios de "no intervención", en que se asumen medidas específicas de la política para el control de las emisiones futuras de gases de efecto invernadero. Los diferentes escenarios IEEE contienen suposiciones muy diferentes de los futuros cambios sociales y económicos. Por ejemplo, el escenario de emisiones IEEE "A2" proyecta un nivel de población futura de 15 millones de personas en el año 2100, pero el escenario IEEE "B1" proyecta un nivel de población menor de 7 mil millones de personas. Los probables escenarios del IEEE no se asignaron por el IPCC, pero algunos autores han argumentado que determinados escenarios del IEEE son más probables de ocurrir que otros.
Algunos analistas han desarrollado escenarios que proyectan una continuación de las políticas actuales en el futuro. Estos escenarios son a veces llamados escenarios "business-as-usual".
Los expertos que trabajan en escenarios tienden a preferir el término "proyecciones" a "previsiones" o "predicciones". Esta distinción se hace para enfatizar el punto de que las probabilidades no son asignadas a los escenarios, y que las emisiones futuras dependen de las decisiones tomadas, tanto ahora como en el futuro.
Otro enfoque es el de análisis de incertidumbre, donde los analistas tratan de estimar la probabilidad de futuros cambios en los niveles de emisión.

### Futuros escenarios globales
Los escenarios "futuros globales" pueden ser considerados como historias de futuros posibles. Permiten la descripción de los factores que son difíciles de cuantificar, pero son importantes ya que afecta a las futuras emisiones de gases de efecto invernadero. El Tercer Informe de Evaluación del IPCC (Morita et al., 2001) incluye una evaluación de 124 futuros escenarios globales. Estos escenarios proyectan una amplia gama de futuros posibles. Algunos son pesimistas, por ejemplo, 5 escenarios proyectan el futuro colapso de la sociedad humana. Otros son optimistas, por ejemplo, en otros 5 casos, los futuros avances en la tecnología resuelven la mayoría o todos los problemas de la humanidad. La mayoría de los escenarios del proyecto aumenta el daño al medio ambiente natural, pero muchos escenarios también proyectan esta tendencia para invertir en el largo plazo.
En los escenarios, Morita et al. (2001) no encontraron patrones fuertes en la relación entre la actividad económica y las emisiones de GEI. Por sí misma, esta relación no es prueba de la causalidad, y es sólo un reflejo de los escenarios que se evaluaron.
En los escenarios evaluados, el crecimiento económico es compatible con el aumento o la disminución de las emisiones de GEI. En este último caso, el crecimiento de las emisiones está mediado por el aumento de la eficiencia energética, se desplaza hacia las fuentes de energía no fósiles, y/o cambios a una economía (basada en servicios) posindustrial. La mayoría de los escenarios en donde se proyecta aumento de gases de efecto invernadero también se proyectan los bajos niveles de intervención gubernamental en la economía. Los escenarios que proyectan caída en los GEI generalmente tienen altos niveles de intervención gubernamental en la economía.

### Los factores que afectan el crecimiento de las emisiones

Los cambios en los componentes de la identidad de Kaya entre 1960 y 2016. Incluye las emisiones mundiales de CO2 relacionadas con la energía, la población mundial, el PIB mundial por cabeza, la intensidad energética del PIB mundial y la intensidad de carbono del consumo de energía mundial.

Históricamente, el crecimiento de las emisiones de gases de efecto invernadero ha sido impulsado por el desarrollo económico. Una forma de comprender las tendencias de las emisiones de gases de efecto invernadero es usar la identidad de Kaya. La identidad de Kaya rompe el crecimiento de las emisiones en los efectos de los cambios en la población humana, la prosperidad económica, y la tecnología:
Las emisiones de CO2 procedentes de la energía ≡ Las emisiones de CO2 procedentes de la energía ≡ Población × (producto interno bruto (PIB) por cada líder de la población) × (uso de energía/PIB) × (emisiones de CO2/consumo de energía)
PIB por persona (o "por cabeza") se utiliza como medida de la riqueza económica y los cambios en la tecnología son descritos por los otros dos términos: (uso de energía/PIB) y (emisiones de CO2/consumo de energía relacionada con la energía). Estos dos términos se refieren a menudo a "la intensidad energética del PIB" y "la intensidad de carbono de la energía", respectivamente. Tenga en cuenta que el término "intensidad de carbono" abreviado también puede referirse a la "intensidad de carbono del PIB", es decir, (emisiones de CO2/consumo de energía relacionada con la energía).
Las reducciones en la intensidad energética del PIB y/o intensidad de carbono de la energía tenderá a reducir las emisiones de CO2 relacionadas con la energía. El aumento de la población y/o el PIB por cabeza tiende a aumentar las emisiones de CO2 relacionadas con la energía. Si, sin embargo, la intensidad energética del PIB o intensidad energética del carbono se reduce a cero (es decir, la descarbonización total del sistema de energía), aumento de la población o del PIB por "cabeza" no da lugar a un aumento de las emisiones de CO2 relacionadas con la energía.
El gráfico de la derecha muestra los cambios en las emisiones de CO2 relacionadas con la energía a nivel mundial entre 1971 y 2009. También están representados los cambios en la población mundial, el PIB mundial por habitante, la intensidad energética del PIB mundial, y la intensidad de carbono de la energía mundial. Durante este período de tiempo, la reducción de la intensidad energética del PIB y la intensidad de carbono del uso de energía no han podido compensar los aumentos en la población y el PIB por habitante. En consecuencia, las emisiones de CO2 relacionadas con la energía han aumentado. Entre 1971 y 2009, las emisiones de CO2 relacionadas con la energía crecieron en promedio un 2,8% anual. La población creció en un promedio de alrededor de 2,1% anual y el PIB por habitante en un 2,6% por año. La intensidad energética del PIB en promedio se redujo en alrededor del 1,1% anual, y la intensidad de carbono de la energía se redujo en alrededor de 0,2% por año.

## Problemáticas

### Desigualdad en las emisiones de gases de efecto invernadero
Al considerar las emisiones de gases de efecto invernadero, hay una serie de áreas en las que la equidad es importante. En el lenguaje común, la equidad significa "la cualidad de ser imparcial" o "algo que es justo." Un ejemplo de la importancia de la equidad de las emisiones de gases de efecto invernadero son las diferentes formas en que las emisiones se pueden medir. Estas incluyen las emisiones anuales totales de un país, las emisiones acumuladas medidas durante largos periodos de tiempo (a veces medidos durante más de 100 años), el promedio de emisiones por persona en un país, así como mediciones de la intensidad energética del PIB, la intensidad de carbono del PIB, o la intensidad de carbono del consumo de energía (discutido anteriormente). Diferentes indicadores de emisiones proporcionan diferentes ideas relevantes para la política de cambio climático, y han sido un tema importante en las negociaciones internacionales sobre el cambio climático.
Las contribuciones pasadas de los países desarrollados para el cambio climático estaban en el proceso de desarrollo económico hacia su nivel actual de prosperidad; los países en desarrollo están tratando de hacer frente a este nivel, siendo ésta una de las causas de sus emisiones de gases de efecto invernadero cada vez mayores.
La equidad es un asunto en los escenarios de emisiones de GEI. Por ejemplo, los escenarios utilizados en el Primer Informe de Evaluación del IPCC fueron criticadas por Parikh (1992). Parikh (1992) argumentó que los escenarios de estabilización contenidos en el informe "estabilizan los estilos de vida de los ricos y afectan negativamente el desarrollo de los pobres". Escenarios posteriores del IPCC "IEEE", publicado en 2000, exploran explícitamente los escenarios con una estrecha brecha de ingresos (convergencia) entre los países desarrollados y en desarrollo. Las proyecciones de la convergencia en los escenarios SRES han sido criticados por su falta de objetividad (2005).

### Proyecciones de emisiones

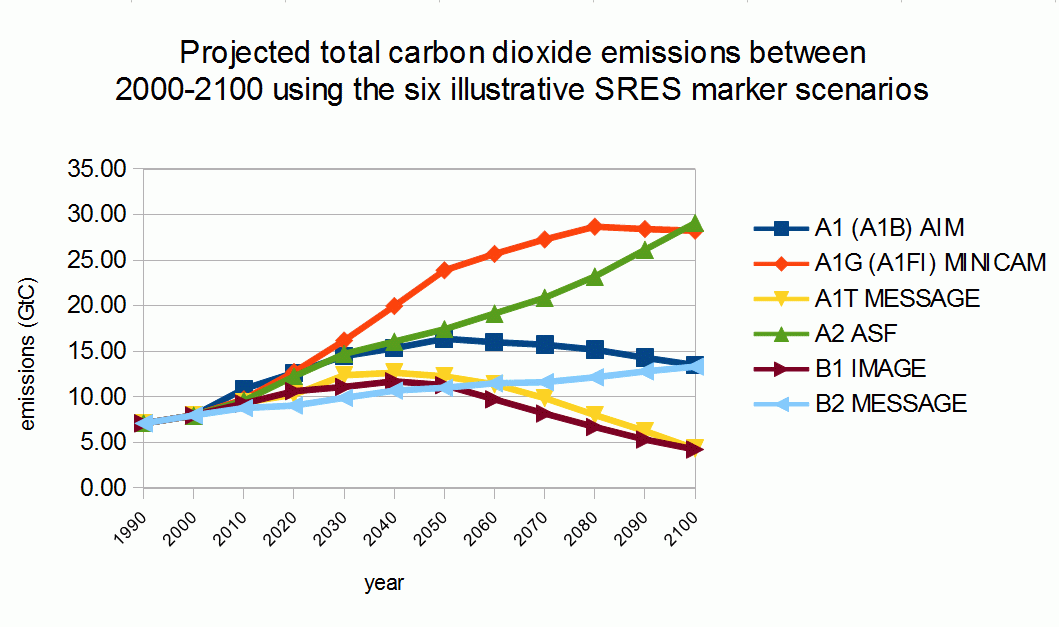
Las emisiones de dióxido de carbono totales proyectadas entre 2000-2100 utilizando los seis marcadores ilustrativos de escenarios "SRES".

Los cambios en los niveles futuros de emisiones de gases de efecto invernadero son muy inciertas, y se han producido una amplia gama de proyecciones de emisiones cuantitativas. Rogner et al. (2007) evaluaron estas proyecciones. Algunas de estas emisiones antropogénicas globales se proyectan en una sola figura como un "equivalente de dióxido de carbono" (CO2-eq). En 2030, los escenarios de referencia proyectan un aumento de las emisiones de efecto invernadero (los gases F, el óxido nitroso, el metano y CO2, medida en CO2-eq) de entre 25% y 90%, en relación con el nivel del año 2000. Solo por el CO2, dos tercios y tres cuartas partes del aumento de las emisiones se proyectó que vendrían de los países en desarrollo, aunque el promedio de emisiones de CO2 por habitante de CO2 en regiones de países en desarrollo se prevé que sigan siendo sustancialmente más bajos que los de las regiones de los países desarrollados.
Por el 2100, las proyecciones de CO2 variarían de una reducción del 40%, a un aumento de las emisiones de 250% por encima de sus niveles en 2000.

### Temperatura

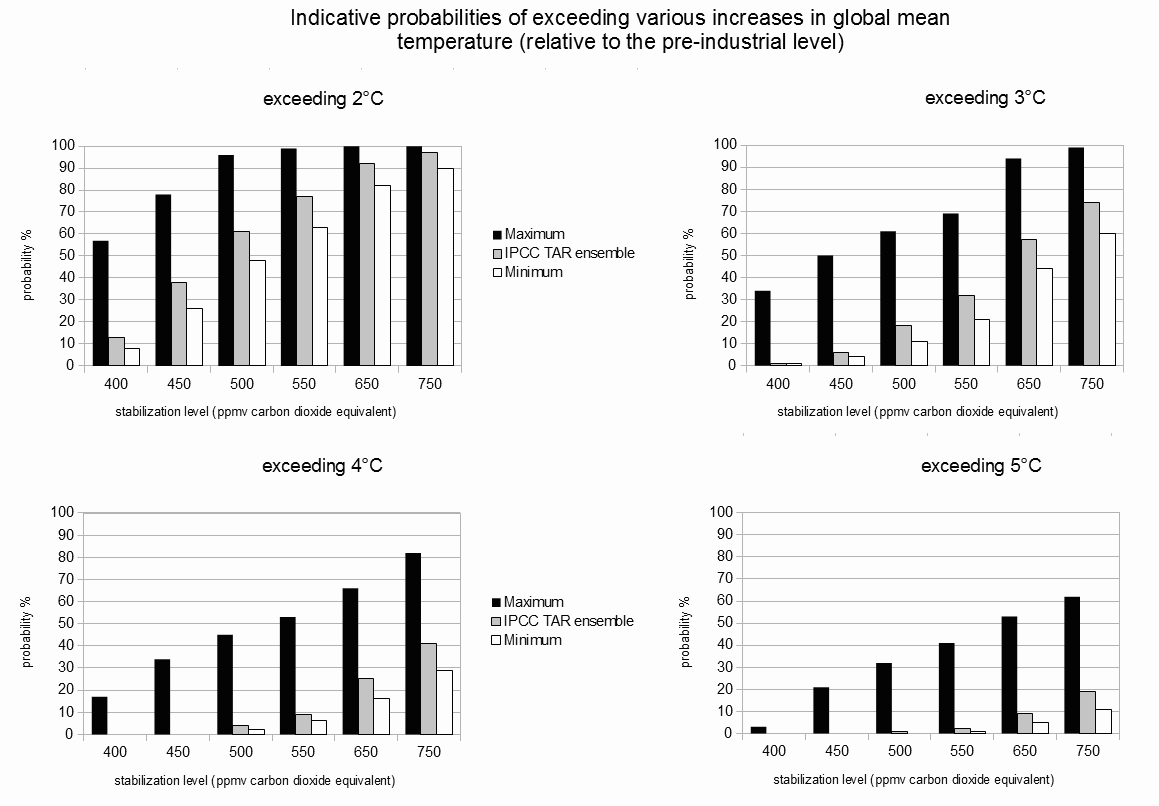
Indicativos de probabilidades de excesos en varios aumentos en la temperatura media mundial para los diferentes niveles de estabilización de las concentraciones atmosféricas de GEI.

Las concentraciones atmosféricas de GEI pueden estar relacionadas con los cambios en la temperatura media mundial de la sensibilidad climática. Las proyecciones del calentamiento global a futuro se ven afectadas por diferentes estimaciones de la sensibilidad climática. Para un determinado aumento en la concentración atmosférica de gases de efecto invernadero, las altas estimaciones de la sensibilidad del clima sugieren que habrá relativamente más calentamiento a futuro, mientras que las bajas estimaciones de la sensibilidad del clima sugieren que el calentamiento que se producirá en el futuro será relativamente menor. Los valores más bajos corresponderían con los efectos climáticos menos severos, mientras que los valores más altos corresponden con los impactos más severos.
En la literatura científica, a veces se hace énfasis en la "mejor estimación" o valores "probables" de la sensibilidad climática. Sin embargo, desde una perspectiva de gestión de riesgos, los valores fuera de los rangos de "probabilidad" son relevantes, ya que, aunque estos valores son menos probables, podrían estar asociados con los impactos más severos del clima (la definición estadística de riesgo = probabilidad de un impacto × magnitud del impacto).
Los analistas también han visto cómo la incertidumbre sobre la sensibilidad del clima afecta las estimaciones económicas de los impactos del cambio climático. Esperanza (2005), por ejemplo, encontró que la incertidumbre sobre la sensibilidad del clima fue el factor más importante para determinar el coste social del carbono (una medida económica de impactos del cambio climático).

## Análisis del costo-beneficio
El análisis de coste-beneficio estándar (CBA) (también conocido como un marco de costos y beneficios monetizados) puede aplicarse al problema del cambio climático. Esto requiere la valoración de los costos y beneficios que utilizan la disposición a pagar (DAP) o la disposición a aceptar (WTA) la compensación como una medida de valor, y un criterio para aceptar o rechazar las propuestas:
1. Porque, en la CBA, donde se utiliza WTP/WTA, los impactos del cambio climático se agregan en un valor monetario, con impactos ambientales convertidos en equivalentes de consumo, y el riesgo valorados por los equivalentes de certeza.[51][56][57] Los valores a través del tiempo son luego descontados para producir sus valores actuales equivalentes.[58]

La valoración de los costos y beneficios del cambio climático puede ser controversial, ya que a algunos impactos del cambio climático son difíciles de asignarles un valor, por ejemplo, los ecosistemas y la salud humana. También es imposible saber las preferencias de las generaciones futuras, lo que afecta la valoración de los costos y beneficios. Otra dificultad es cuantificar los riesgos del cambio climático en el futuro.
1. Para el criterio estándar es el (Kaldor-Hicks) principio de compensación.[61][50] De acuerdo con el principio de compensación, siempre y cuando los beneficiarios de un proyecto en particular compensen a los perdedores, y todavía haya algo de sobra, entonces el resultado es una ganancia inequívoca en el bienestar.[50] Si no existen mecanismos que permitan pagar una indemnización, entonces es necesario asignar pesos a las personas particulares.[50]

Uno de los mecanismos de compensación es imposible para este problema: la mitigación podría beneficiar a las generaciones futuras, a expensas de las generaciones actuales, pero no hay manera de que las generaciones futuras puedan compensar las generaciones actuales de los costos de la mitigación. Por otro lado, las futuras generaciones deben soportar la mayor parte de los costos del cambio climático, ya que la compensación a ellos no sería posible. Existe otra transferencia de compensación entre regiones y poblaciones. Si, por ejemplo, algunos países se beneficien de los futuros cambios climáticos pero otros pierden, no hay garantía de que los ganadores compensen a los perdedores; del mismo modo, si algunos países se benefician de la reducción del cambio climático, pero otros pierden, no habría igualmente garantía de que los ganadores compensen a los perdedores.

### Análisis de costo-beneficio y riesgo
En un análisis de coste-beneficio, un riesgo aceptable significa que los beneficios de una política climática son mayores que los costos de la política. La norma estándar utilizada por los tomadores de decisiones públicas y privadas es que el riesgo será aceptable si el valor presente neto esperado es positivo. El valor esperado es la media de la distribución de los resultados esperados. En otras palabras, es el resultado promedio esperado para una decisión particular. Este criterio se ha justificado sobre la base de que:
- Los beneficios y costos de la póliza saben que tienen probabilidades.[62]
- Los agentes económicos (personas y organizaciones) pueden diversificar su propio riesgo a través de los seguros y otros mercados.[62]

Sobre el primer punto, las probabilidades para el cambio climático son difíciles de calcular. Además, algunos impactos, como las relativas a la salud humana y la biodiversidad, son difíciles de valorar. Sobre el segundo punto, se ha sugerido que el seguro podría ser comprado en contra de los riesgos del cambio climático. En la práctica, sin embargo, existen dificultades para aplicar las políticas necesarias para diversificar los riesgos del cambio climático.

## Riesgo

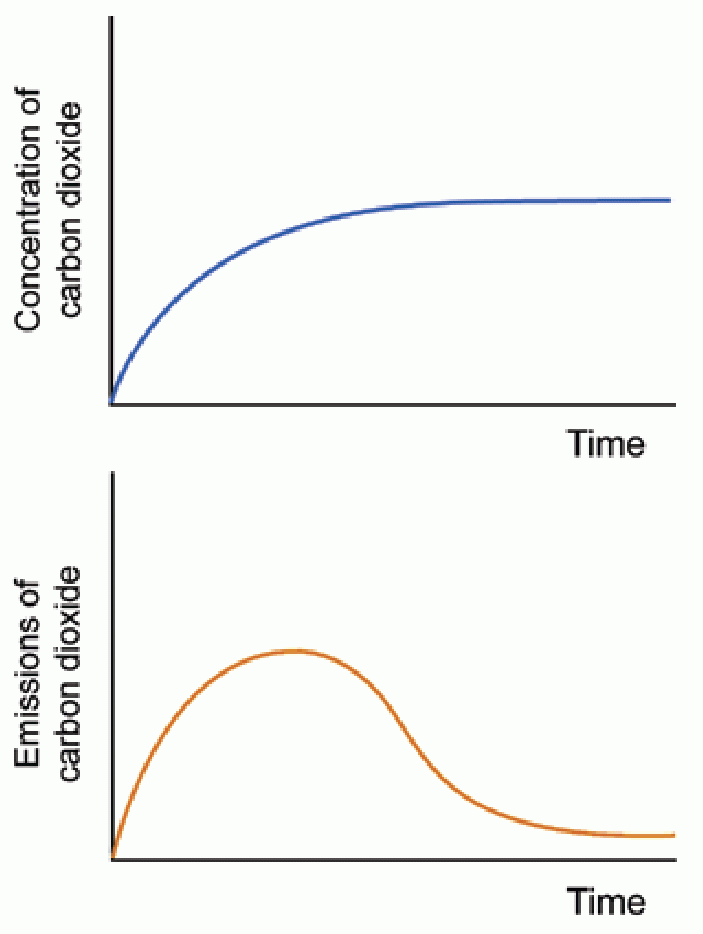
Con el fin de estabilizar la concentración atmosférica de CO_{2}, las emisiones en todo el mundo tendrían que ser reducidas drásticamente desde su nivel actual.

Granger Morgan et al. (2009) recomendaron que una respuesta adecuada a la incertidumbre profunda es la adopción de una estrategia de toma de decisiones iterativa y adaptativa. Esto contrasta con una estrategia en la que se realiza ninguna acción hasta que la investigación resuelva todas las incertidumbres clave.

Uno de los problemas del cambio climático son las grandes incertidumbres sobre los posibles impactos del cambio climático, y los costos y beneficios de las medidas adoptadas en respuesta al cambio climático, por ejemplo, en la reducción de emisiones de GEI. Dos formas conexas de pensar en el problema del cambio climático la toma de decisiones en presencia de incertidumbre son la gestión del riesgo iterativo y las consideraciones de toma de decisiones secuenciales en un enfoque basado en el riesgo podrían incluir, por ejemplo, el potencial de baja probabilidad, en el peor de los casos, los impactos del cambio climático.
Un enfoque basado en la toma de decisiones secuencial reconoce que, con el tiempo, las decisiones relacionadas con el cambio climático pueden ser revisadas a la luz de una mejor información. Esto es particularmente importante en relación con el cambio climático, debido a la naturaleza a largo plazo del problema. Una estrategia de cobertura a corto plazo concierne con la reducción de impactos climáticos futuros y podría favorecer reducciones estrictas a corto plazo de las emisiones. Como se dijo anteriormente, el dióxido de carbono se acumula en la atmósfera, y para estabilizar la concentración atmosférica de CO2, las emisiones tendrían que ser reducidas drásticamente desde su nivel actual. La reducción de emisiones estrictas a corto plazo permiten una mayor flexibilidad en el futuro con respecto a un objetivo bajo de estabilización, por ejemplo, 450 partes de CO2 por millón (ppm). Para decirlo de otra manera, la reducción de emisiones estrictas a corto plazo pueden ser vistas como un valor de opción que se tiene y permite establecer objetivos más bajos de estabilización a largo plazo. Esta opción se puede perder si la reducción de las emisiones a corto plazo es menos estricta.
Por otro lado, puede ser tomado un punto de vista que apunte a los beneficios de la mejora de la información en el tiempo. Esto puede sugerir que un enfoque en la reducción de las emisiones a corto plazo es más modesto. Otra forma de ver el problema es mirar a la irreversibilidad potencial de futuros impactos del cambio climático (por ejemplo, daños a los ecosistemas) en contra de la irreversibilidad de la realización de inversiones en los esfuerzos para reducir las emisiones. En general, una serie de argumentos se puede hacer en favor de las políticas donde las emisiones se reducen severamente o moderadamente en el corto plazo.

### Estrategias flexibles y adaptables
Granger Morgan et al. (2009) sugirieron dos estrategias de gestión de toma de decisiones relacionadas que podrían ser especialmente atractivas cuando se enfrentan a una gran incertidumbre. Las primeras fueron estrategias resilientes. Con esto se busca identificar una serie de posibles circunstancias futuras, y luego elegir métodos que funcionen razonablemente bien a través de toda la gama. Las segundas eran las estrategias de adaptación. La idea aquí es elegir las estrategias que se pueden mejorar a medida que se aprenda como avanza más el futuro. Granger Morgan et al. (2009) contrastan estos dos enfoques con el enfoque de coste-beneficio, que trata de encontrar una estrategia óptima.

### La teoría del portafolio
Un ejemplo de una estrategia que se basa en el riesgo es la teoría de portafolio. Esto sugiere que una respuesta razonable a la incertidumbre es tener un amplio portafolio de posibles respuestas. En el caso del cambio climático, la mitigación puede ser vista como un esfuerzo para reducir la posibilidad de impactos del cambio climático (1996). La adaptación actúa como un seguro contra el riesgo de que se produzcan impactos desfavorables. El riesgo asociado a estos impactos también se puede propagar. Como parte de un portafolio de políticas, la investigación climática puede ayudar a la hora de tomar decisiones futuras. La tecnología de investigación puede ayudar a reducir los futuros costos.

### Opciones óptimas y la aversión al riesgo
El resultado óptimo de análisis de decisión depende de como es definida la forma "óptima" (1996). El análisis de decisiones requiere un criterio de selección que se determine. En un análisis de decisión basado en el análisis de coste-beneficio monetizado (CBA), la política óptima es evaluada en términos económicos. El resultado óptimo de monetizado (CBA) maximiza los beneficios netos. Otro tipo de análisis de decisión es el análisis de costo-efectividad. El análisis de costo-efectividad tiene como objetivo minimizar los costes netos.
El CBA monetizado puede utilizarse para decidir el objetivo de la política, por ejemplo, qué tanto se debe permitir el crecimiento de las emisiones con el tiempo. Los beneficios de la reducción de emisiones se incluyen como parte de la evaluación.
A diferencia del CBA monetizado, el análisis de costo-efectividad no sugiere una política climática óptima. Por ejemplo, el análisis de costo-efectividad puede ser utilizado para determinar la forma de estabilizar las concentraciones de gases de efecto invernadero atmosféricas a un costo más bajo. Sin embargo, la elección real del objetivo de estabilización (por ejemplo, 450 o 550 ppm de dióxido de carbono equivalente), no es "decidió" en el análisis.
La elección del criterio de selección para el análisis de decisiones es subjetiva. La elección del criterio se hace fuera del análisis (es exógeno). Uno de los factores que influyen en esta elección es la actitud del riesgo. La aversión al riesgo se describe cómo alguien que está dispuesto o no a tomar riesgos. La evidencia indica que la mayoría, pero no todos, los individuos prefieren ciertos resultados a los inciertos. Individuos con aversión al riesgo prefieren criterios de decisión que reducen la posibilidad de que el peor resultado sea posible, mientras que los individuos que buscan riesgo prefieren criterios de decisión que maximicen la posibilidad de que el mejor resultado sea posible. En cuanto a la rentabilidad de la inversión, si la sociedad en su conjunto es de aversión al riesgo, podríamos estar dispuestos a aceptar algunas inversiones con esperados retornos negativos, por ejemplo, en la mitigación. Estas inversiones pueden ayudar a reducir la posibilidad de futuros daños climáticos o los costos de adaptación.

### Puntos de vista alternativos
Como se ha dicho, hay una considerable incertidumbre sobre las decisiones en materia de cambio climático, así como diferentes actitudes sobre la forma de proceder, por ejemplo, actitudes hacia el riesgo y la valoración de los impactos del cambio climático. La gestión del riesgo se puede utilizar para evaluar las decisiones políticas basadas en una serie de criterios o puntos de vista, y no se limita a los resultados de un tipo particular de análisis, por ejemplo, el CBA monetizado. Algunos autores se han centrado en un análisis desagregado de los impactos del cambio climático. "Desagregados" se refiere a la elección para evaluar los impactos en una variedad de indicadores o unidades, por ejemplo, cambios en los rendimientos agrícolas y la pérdida de biodiversidad. Por el contrario, el CBA monetizado convierte todos los impactos en una unidad común (dinero), que se utiliza para evaluar los cambios en el bienestar social.

## Seguro internacional
Los seguros tradicionales funcionan, mediante la transferencia de riesgos a los más capaces o más dispuestos a correr riesgos, y también por el agrupamiento riesgos (1996). Dado que los riesgos del cambio climático están, en cierta medida, correlacionados, esto reduce la eficacia del agrupamiento. Sin embargo, hay razones para creer que las diferentes regiones se verán afectadas de manera diferente por el cambio climático. Esto sugiere que el agrupamiento podría ser eficaz. Dado que los países en desarrollo parecen estar potencialmente más expuestos a los efectos del cambio climático, los países desarrollados podrían proporcionar un seguro contra estos riesgos.
Los autores han señalado varios motivos por los que los mercados de seguros comerciales no pueden cubrir adecuadamente los riesgos asociados con el cambio climático (1996). Por ejemplo, no existe un mercado internacional donde los individuos o los países puedan asegurarse contra pérdidas por el cambio climático o las políticas de cambio climático relacionadas.

### Los mercados financieros de riesgo
Hay varias opciones de cómo el seguro podría ser utilizado en la respuesta al cambio climático (1996). Una respuesta podría ser, tener acuerdos vinculantes entre los países. Los países que sufren pérdidas mayores que el promedio, relacionados con el clima podrían ser asistidos por los que sufren menos pérdidas que el promedio. Esto sería un tipo de contrato de seguro mutuo. Otro enfoque sería para el comercio de "valores de riesgo" entre los países. Estos valores ascenderían a apostar por resultados climáticos particulares.
Estos dos enfoques permitirían una distribución más eficiente de los riesgos del cambio climático. También permitirían diferentes creencias sobre resultados climáticos futuros. Por ejemplo, se ha sugerido que estos mercados podrían proporcionar una prueba objetiva de la honestidad de las creencias de un país en particular sobre el cambio climático. Los países que honestamente creen que el cambio climático presenta poco riesgo serían más propensos a mantener valores contra esos riesgos.

## Impactos

### Distribución de los impactos
Los impactos del cambio climático pueden ser medidos como un costo económico (2001). Esto es particularmente bien adaptado a los impactos del mercado, es decir los impactos que están vinculados a las operaciones de mercado y afectan directamente el PIB. Las medidas monetarias de los impactos no son de mercado, por ejemplo, los impactos sobre la salud humana y los ecosistemas, son más difíciles de calcular. Otras dificultades con las estimaciones de impacto son las siguientes:
- Brechas/vacíos de conocimientos: El cálculo de los impactos distributivos requiere conocimiento geográfico detallado, pero este es una fuente importante de incertidumbre en los modelos climáticos.
- Vulnerabilidad: En comparación con los países desarrollados, hay una comprensión limitada de los posibles impactos del sector de mercado del cambio climático en los países en desarrollo.
- Adaptación: El futuro nivel de la capacidad de adaptación de los sistemas humanos y naturales al cambio climático afectará, cómo la sociedad se verá afectada por el cambio climático. Las evaluaciones pueden subestimar o sobreestimar la capacidad de adaptación, lo que lleva a subestimar o hacer sobreestimaciones de los impactos positivos o negativos.
- Tendencias socioeconómicas: Las predicciones futuras de desarrollo afectan a las estimaciones de futuros impactos del cambio climático, y en algunos casos, diferentes estimaciones de las tendencias de desarrollo conducen a una inversión de un predicho positiva, el impacto negativo (y viceversa) previsto.

En una evaluación de la literatura, Smith et al. (2001) llegó a la conclusión, con un grado de confianza medio, que:
- El cambio climático aumentaría las desigualdades de ingresos entre los países y dentro de ellos.
- Un pequeño aumento de la temperatura media mundial (hasta 2 °C, medida en contra de los niveles de 1990) resultaría en impactos del sector de mercado negativo neto en muchos países en desarrollo y los impactos netos del sector de mercado positivo en muchos países desarrollados.

Con gran confianza, se predijo que de un medio (3.2 °C) a un alto nivel de calentamiento (superior a 3 °C), los impactos negativos serían exacerbados, y los impactos positivos netos comenzarían a declinar y eventualmente serían negativos.

### Impactos agregados
La agregación de impactos se suma al impacto total del cambio climático en todos los sectores y/o regiones (IPCC, 2007). En la producción de impactos agregados, hay una serie de dificultades, como la predicción de la capacidad de las sociedades para adaptarse al cambio climático, y la estimación de cómo el futuro desarrollo económico y social progresará (2001). También es necesario para que el investigador haga juicios de valor subjetivos sobre la importancia de los impactos que se producen en los diferentes sectores económicos, en las diferentes regiones y en diferentes momentos.
Smith et al. (2001) evaluaron la literatura sobre los impactos globales del cambio climático. Con un grado de confianza medio, llegaron a la conclusión de que un pequeño aumento de la temperatura media mundial (hasta 2 °C, medida en contra de los niveles de 1990) resultaría en un impacto agregado sector de mercado de más o menos un pequeño porcentaje del PIB mundial. Smith et al. (2001) encontraron que para un pequeño o mediano (2-3 °C) aumento de la temperatura media global, algunos estudios predijeron pequeños impactos netos positivos del mercado. La mayoría de los estudios que lo evalúan predijeron daños netos más allá de un aumento de la temperatura media, con más daños a medida que la temperatura se eleva (más de 3 °C).

### Comparación con las proyecciones del IEEE
El IPCC (2001) comparó su evaluación literaria de los impactos agregados del sector de mercado del cambio climático con las proyecciones de los futuros aumentos en la temperatura media global. Las proyecciones de temperatura se basan en los seis escenarios de emisiones del IEEE ilustrativos. Las proyecciones para el año 2025 oscilan entre 0,4 y 1,1°C. Para 2050, las proyecciones variaron desde 0,8 hasta 2,6°C, y para 2100, 1,4 y 5,8°C. Estas proyecciones de temperatura corresponden a las concentraciones atmosféricas de CO2 de 405 a 460 ppm para el año 2025, 445-640 ppm para el año 2050, y 540 a 970 ppm para 2100.

## Adaptación y vulnerabilidad
El IPCC (2007) define la adaptación (al cambio climático) como "iniciativas y medidas para reducir la vulnerabilidad de los sistemas naturales y humanos contra los efectos reales o esperados del cambio climático". La vulnerabilidad (al cambio climático) se definió como "el grado en que un sistema es susceptible, e incapaz de hacer frente a los efectos adversos del cambio climático, incluyendo la variabilidad y los extremos climáticos".

### Adaptación autónoma y planificada
La adaptación autónoma son adaptaciones que son reactivas a los estímulos climáticos, y se realiza como una cosa natural, sin la intervención de un organismo público. La adaptación planificada puede ser reactiva o anticipada, es decir, antes de emprender impactos son evidentes. Algunos estudios sugieren que los sistemas humanos tienen una considerable capacidad de adaptación autónoma (2001). Otros apuntan a limitaciones en la adaptación autónoma, como la escasa información y el acceso a los recursos. Smit et al. (2001) concluyeron que depender de la adaptación autónoma al cambio climático podría resultar en costos ecológicos, sociales y económicos. En su opinión, estos costos podrían evitarse en gran medida con la adaptación planificada.

### Costos y beneficios
Una evaluación de la literatura por Adger et al. (2007) concluyeron que había una falta de estimaciones integral, de los costos y beneficios globales para la adaptación. Se observaron estudios que proporcionaron estimaciones de los costos de la adaptación a nivel regional, por ejemplo, por la subida del nivel del mar. Se identificó una serie de medidas de adaptación que tienen un alto índice de coste-beneficio.

### Capacidad de adaptación
La capacidad de adaptación es la capacidad de un sistema para ajustarse al cambio climático. Smit et al. (2001: 895-897) describieron los factores determinantes de la capacidad de adaptación:
- Recursos económicos: Las naciones más ricas son más capaces de asumir los costos de la adaptación al cambio climático de los más pobres.
- Tecnología: La falta de tecnología puede impedir la adaptación.
- Información y habilidades: Información y personal capacitado están obligados a evaluar y poner en práctica las opciones de adaptación exitosas.
- Infraestructura social
- Instituciones: Las naciones con instituciones sociales bien desarrolladas se cree que tienen una mayor capacidad de adaptación que aquellos con instituciones menos eficaces, las naciones y las economías se desarrollan típicamente en transición.
- Equidad: Algunos creen que la capacidad de adaptación es mayor donde hay instituciones gubernamentales y acuerdos existentes que permiten el acceso equitativo a los recursos.

Smit et al. (2001) concluyeron que:
- Los países con recursos económicos limitados, los bajos niveles de tecnología, la mala información y habilidades, la deficiente infraestructura, instituciones inestables o débiles, y el empoderamiento inequitativo y el acceso a los recursos tienen poca capacidad de adaptación y son altamente vulnerables al cambio climático (p. 879).
- Los países desarrollados, en términos generales, tienen una mayor capacidad de adaptación de las regiones en desarrollo o países en transición económica (p. 897).

#### Mejorar la capacidad de adaptación
Smit et al. (2001: 905) concluyeron que la capacidad de adaptación mejorada reduciría la vulnerabilidad al cambio climático. En su opinión, las actividades que mejoren la capacidad de adaptación son esencialmente equivalentes a las actividades que promueven el desarrollo sostenible. Estas actividades incluyen:
- Mejorar el acceso a los recursos
- La reducción de la pobreza
- Reducir las desigualdades de recursos y riqueza entre los grupos
- Mejorar la educación y la información
- Mejorar la infraestructura
- Mejorar la capacidad y la eficiencia institucional

Goklany (1995) llegó a la conclusión de que la promoción del libre comercio - por ejemplo, a través de la eliminación de las barreras comerciales internacionales - podría mejorar la capacidad de adaptación y de contribuir al crecimiento económico.

### Regiones
Con gran confianza, Smith et al. (2001: 957-958) llegó a la conclusión de que los países en desarrollo tienden a ser más vulnerables al cambio climático que los países desarrollados. Sobre la base de las tendencias de desarrollo vigentes en ese momento, Smith et al. (2001) predijo que pocos países en desarrollo tendrían la capacidad de adaptarse eficazmente al cambio climático.
- África: En una evaluación de la literatura, Boko et al. (2007) concluyeron, con alto grado de confianza, que los principales sectores económicos de África habían sido vulnerables a la variabilidad climática observada.[86] Esta vulnerabilidad fue juzgada por haber contribuido a la debilidad de la capacidad de adaptación de África, lo que resulta en que África tenga una alta vulnerabilidad al cambio climático futuro. Se creía probable un aumento del nivel del mar aumentaría la vulnerabilidad socio-económica de las ciudades costeras de África.
- Asia: Lal et al. (2001) revisó la literatura sobre la adaptación y la vulnerabilidad. Con confianza media, llegaron a la conclusión de que el cambio climático podría dar lugar a la degradación del permafrost en el Asia boreal, empeorando la vulnerabilidad de los sectores que dependen del clima, y que afectan a la economía de la región.[87]
- Australia y Nueva Zelanda: Hennessy et al. (2007) revisó la literatura sobre la adaptación y la vulnerabilidad.[88] Con gran confianza, concluyeron que en Australia y Nueva Zelanda, la mayoría de los sistemas humanos tenían una considerable capacidad de adaptación. Con confianza media, algunas comunidades indígenas consideran que tienen poca capacidad de adaptación.
- Europa: En una evaluación de la literatura, Kundzewicz et al. (2001) concluyeron, con muy alto grado de confianza, que el potencial de adaptación de los sistemas socio-económicos en Europa era relativamente alto.[89] Esto se atribuyó a la alta PNB de Europa, el crecimiento estable, la población estable, y los sistemas de apoyo políticos, institucionales y tecnológicos bien desarrollados.
- América Latina: En una evaluación de la literatura, Mata et al. (2001) concluyeron que la capacidad de adaptación de los sistemas socio-económicos en América Latina fue muy baja, sobre todo en lo que se refiere a fenómenos meteorológicos extremos, y que la vulnerabilidad de la región era alta.[90]
- Las regiones polares: Anisimov et al. (2001) llegó a la conclusión de que:[91]

1. Dentro de la Antártida y el Ártico, en localidades donde el agua estaba cerca del punto de fusión, los sistemas socio-económicos eran particularmente vulnerables al cambio climático.
2. El Ártico sería extremadamente vulnerable al cambio climático. Anisimov et al. (2001) predijeron que habría grandes impactos ecológicos, sociológicos y económicos en la región.

- Las pequeñas islas: Mimura et al. (2007) concluyeron, con muy alto grado de confianza, que las islas pequeñas son especialmente vulnerables al cambio climático.[92] En parte, esto se atribuyó a su baja capacidad de adaptación y los altos costos de la adaptación en proporción a su PIB.

### Sistemas y sectores
- Costas y zonas bajas: Según Nicholls et al. (2007), la vulnerabilidad social al cambio climático depende en gran medida del nivel de desarrollo.[93] Los países en desarrollo carecen de los recursos financieros necesarios para reubicar a las personas que viven en tierras bajas de las zonas costeras, haciéndolos más vulnerables al cambio climático que los países desarrollados. Con gran confianza, Nicholls et al. (2007) concluyeron que en las costas vulnerables, los costos de la adaptación al cambio climático son más bajos que los costos de los daños potenciales.[94]
- Industria, asentamientos y sociedad:

1. En la escala de una nación grande o región, al menos en las economías más industrializadas, el valor económico de los sectores con baja vulnerabilidad ante el cambio climático es muy superior a la de los sectores con alta vulnerabilidad (Wilbanks et al., 2007, p. 366).[95] Además, la capacidad de una economía compleja grande para absorber los impactos relacionados con el clima, es a menudo considerable. En consecuencia, las estimaciones de los daños totales del cambio climático - haciendo caso omiso de un posible cambio climático brusco - son a menudo bastante pequeñas, como un porcentaje de la producción económica. Por otro lado, a escalas más pequeñas, por ejemplo, para un país pequeño, los sectores y las sociedades pueden ser muy vulnerables al cambio climático. Por lo tanto, potenciales impactos del cambio climático podrían ascender a daños muy graves.
2. Wilbanks et al. (2007) concluyeron, con muy alto grado de confianza, que la vulnerabilidad al cambio climático depende considerablemente de contextos geográficos, sectoriales y sociales específicos. En su opinión, estas vulnerabilidades no se estiman de forma fiable por el modelado global a gran escala.[96]

## Mitigación
La mitigación del cambio climático implica acciones que están diseñadas para limitar la cantidad de cambios climáticos a largo plazo (2007). La mitigación puede lograrse a través de la reducción de las emisiones de gases de efecto invernadero o a través de la mejora de los sumideros que absorben gases de efecto invernadero, por ejemplo, los bosques.

### Los bienes públicos internacionales
El ambiente es un bien público internacional, y las emisiones de gases de efecto invernadero son una externalidad internacional (1996). Un cambio en la calidad de la atmósfera no afecta el bienestar de todas las personas por igual. En otras palabras, algunas personas pueden beneficiarse del cambio climático, mientras que otros pueden salir perdiendo. Esta desigual distribución de los potenciales impactos del cambio climático, además de la distribución desigual de las emisiones a nivel mundial, hacen que sea difícil obtener un acuerdo global para reducir las emisiones (2007).

### Políticas

#### Nacional
Tanto las políticas climáticas y no climáticas pueden afectar el crecimiento de las emisiones. Las políticas no climáticas que pueden afectar a las emisiones se enumeran a continuación (2001):
1. Las reformas de mercado orientadas pueden tener un impacto importante en el uso de energía, la eficiencia energética, y por tanto las emisiones de GEI.
2. El precio y las políticas de subvención: Muchos países ofrecen subvenciones a las actividades que al impacto de las emisiones, por ejemplo, las subvenciones en los sectores agrícola y energético, y los subsidios indirectos para el transporte.
3. La liberalización del mercado: Una reestructuración de los mercados energéticos ha ocurrido en varios países y regiones. Estas políticas se han diseñado principalmente para aumentar la competencia en el mercado, pero que pueden tener un impacto significativo en las emisiones.

Hay una serie de políticas que podrían ser utilizadas para mitigar el cambio climático, incluyendo (2001):
- Las normas reglamentarias, por ejemplo, la tecnología o normas de funcionamiento.
- Los instrumentos de mercado, como los impuestos sobre emisiones y los permisos negociables.
- Los acuerdos voluntarios entre los organismos públicos y la industria.
- Instrumentos informativos, por ejemplo, para aumentar la conciencia pública sobre el cambio climático.
- El uso de subsidios e incentivos financieros, por ejemplo, las tarifas de alimentación para la energía renovable (2007).[100]
- La eliminación de los subsidios, por ejemplo, para la minería del carbón y la quema (2001).[101]
- La gestión de la demanda, que tiene como objetivo reducir la demanda de energía a través de auditorías energéticas, etiquetado de productos, etc.

#### Internacional
El Protocolo de Kioto de la CMNUCC establece compromisos jurídicamente vinculantes de reducción de emisiones para los países "Anexo B" (2007). El Protocolo define tres instrumentos de política internacional ("mecanismos de flexibilidad") que pueden ser utilizados por los países del Anexo B para cumplir sus compromisos de reducción de emisiones. Según Bashmakov et al. (2001), el uso de estos instrumentos podría reducir significativamente los costos para los países del Anexo B en el cumplimiento de sus compromisos de reducción de emisiones.
Otras políticas posibles incluyen impuestos coordinados internacionalmente y/o regulación de carbono (2001).

### Finanzas
La Agencia Internacional de la Energía estima que por encima de $197 mil millones de dólares se requieren por los Estados en el mundo en desarrollo y más allá de las inversiones subyacentes que necesitan los distintos sectores, independientemente de las consideraciones climáticas, esto es el doble de la cantidad prometida por los países desarrollados en los acuerdos de la Convención Marco de las Naciones Unidas sobre el Cambio Climático (CMNUCC) de Cancún. Por lo tanto, un nuevo método está siendo desarrollado para ayudar a asegurar que se dispone de financiación para la mitigación del cambio climático. Esto implica el apalancamiento financiero, en el que la financiación pública se utiliza para estimular la inversión privada.

### Las estimaciones de costos
Según una evaluación de la literatura por Barker et al. (2007b: 622), las estimaciones de costos de mitigación dependen críticamente de la línea de base (en este caso, un escenario de referencia que se compare con el escenario alternativo), la forma en que los costos son modelados, y los supuestos sobre la futura política de gobierno. Fisher et al. (2007) (resumido por el IPCC, 2007) estimó los costos macroeconómicos en 2030 para la mitigación de gases múltiples (reducción de las emisiones de dióxido de carbono y otros gases de efecto invernadero, como el metano) como entre una disminución del 3% en el PIB mundial a un pequeño incremento, respecto al valor basal. Esto era para un rumbo de emisiones coherente con la estabilización atmosférica de gases de efecto invernadero entre 445 y 710 ppm de CO2-eq. En 2050, los costos estimados para la estabilización de entre 710 y 445 ppm de CO2-eq oscilaron entre un aumento de 1% a un descenso del 5,5% en el PIB mundial, en relación con la línea de base. Estas estimaciones de costos fueron apoyadas por una cantidad moderada de pruebas y muchos acuerdos en la literatura (2007).
Las estimaciones de los costos macroeconómicos fabricados por Fisher et al. (2007: 204) se basaban sobre todo en modelos que asumen mercados transparentes, no hay costos de transacción y perfecta ejecución de las medidas políticas rentables de todas las regiones a lo largo del siglo XXI. Según Fisher et al. (2007), la relajación de algunos o todos estos supuestos podría conducir a un aumento apreciable de las estimaciones de costos. Por otra parte, el IPCC (2007) señaló que las estimaciones de costos podrían reducirse al permitir el aprendizaje tecnológico acelerado, o el posible uso de impuestos sobre el carbono/ingresos de permisos de emisión para reformar los sistemas fiscales nacionales.
- Costos regionales: Fueron posiblemente estimados como significativamente diferentes de la media global. Los costos regionales fueron encontrados para ser dependientes en gran medida del nivel de estabilización asumido y escenario de referencia.
- Costos sectoriales: En una evaluación de la literatura, Barker et al. (2001: 563-564), predijo que el sector de las energías renovables podría beneficiarse potencialmente de la mitigación.[101] El carbón (y posiblemente el aceite) de la industria se prevé que potencialmente perderá una proporción considerable de la producción en relación a un escenario base, con los sectores de alto consumo energético, como los productos químicos pesados, frente a mayores costos.

## Adaptación y mitigación
La distribución de los beneficios de las políticas de adaptación y mitigación son diferentes en términos de daños evitados (2001). Las actividades de adaptación benefician principalmente a quienes las implementan, mientras que la mitigación beneficia a otras personas que no han realizado inversiones de mitigación. Por lo tanto, la mitigación puede ser vista como un bien público global, mientras que la adaptación es o bien un bien privado en el caso de la adaptación autónoma, o un bien público nacional o regional en el caso de las políticas del sector público.

### Pagar por un bien público internacional
Los economistas generalmente están de acuerdo en los dos principios siguientes (1996):
1. Para los propósitos de análisis, es posible separar la equidad de la eficiencia. Esto implica que todos los emisores, independientemente de si son ricos o pobres, deben pagar todos los costos sociales de sus acciones. Desde esta perspectiva, (Pigou) impuestos correctivos deben aplicarse de manera uniforme.
2. No es apropiado para corregir todos los problemas de equidad a través de las políticas de cambio climático. Sin embargo, el propio cambio climático no debe agravar las desigualdades existentes entre las distintas regiones.

Algunos estudios preliminares sugieren que un impuesto uniforme sobre el carbono sería una manera justa y eficaz de reducir las emisiones (1996). Un impuesto al carbono es un impuesto de Pigou, y los impuestos a los combustibles sobre la base de su contenido de carbono (1991). Una evaluación de la literatura por Banuri et al. (1996) resumió las críticas a este sistema:
1. Un impuesto al carbono impondría diferentes cargas en los países debido a las diferencias existentes en las estructuras de impuestos, la dotación de recursos y el desarrollo.[107]
2. La mayoría de los observadores sostienen que un impuesto de este tipo no sería justo debido a las diferencias en las emisiones históricas y la riqueza actual.[109]
3. Un impuesto uniforme al carbono no sería eficiente a menos que se realizaron las transferencias de sumas globales entre países.[107] La eficiencia de Pareto establece que el impuesto sobre el carbono no empeoraría a cualquier país fuera de lo que serían sin el impuesto (Chichilnisky y Heal, 1994;[110] Tol, 2001).[111] Además, al menos un país tendría que ser mejor.

Un enfoque alternativo para tener un impuesto de Pigou es uno basado en los derechos de propiedad. Un ejemplo práctico de esto sería un sistema de comercio de emisiones, que es esencialmente una privatización de la atmósfera (2007). La idea de utilizar los derechos de propiedad, en respuesta a una externalidad fue propuesta por Coase (1960). El modelo del costo social de Coase asume una situación de poder de negociación entre los participantes y los costos iguales de hacer negocio (2001). La asignación de derechos de propiedad puede ser una solución eficaz. Esto se basa en la suposición de que no hay costes de negociación/transacción involucrados en la compra o la venta de estos derechos de propiedad, y que los compradores y los vendedores tienen información perfecta disponible al tomar sus decisiones.
Si estas suposiciones son correctas, la eficiencia se logra con independencia de cómo se asignan los derechos de propiedad. En el caso del comercio de emisiones, esto sugiere que la equidad y la eficiencia pueden abordarse por separado: la equidad es atendida en la asignación de permisos de emisión, y la eficiencia es promovida por el sistema de mercado. En realidad, sin embargo, los mercados no cumplen con las condiciones ideales que se asumen en el modelo de Coase, con el resultado de que puede haber un equilibrio entre la eficiencia y la equidad (2007).

#### Eficiencia y equidad
No existe un consenso científico sobre quién debe asumir la carga de los costos de adaptación y mitigación (1996). Varios argumentos diferentes se han hecho sobre cómo repartir los costes y beneficios de los impuestos o los sistemas basados en el comercio de emisiones.
Un enfoque considera el problema desde la perspectiva de quien más se beneficia del bien público. Este enfoque es sensible al hecho de que existen distintas preferencias entre diferentes clases de ingresos. El bien público es visto de una manera similar como un bien privado, donde los que utilizan el bien público deben pagar por ello. Algunas personas se beneficiarán más del bien público que otros, creando así las desigualdades en la ausencia de impuestos de beneficios. Una dificultad con los bienes públicos determina quién se beneficia del bien público, aunque se han hecho algunas estimaciones de la distribución de los costos y beneficios del calentamiento global. Además, este enfoque no proporciona orientación sobre cómo debería distribuirse el superávit de los beneficios de la política climática.
Un segundo enfoque se ha sugerido sobre la base de la economía y la función de bienestar social. Para el cálculo de la función de bienestar social se requiere una agregación de los impactos de las políticas de cambio climático y el propio cambio climático en todos los individuos afectados. Este cálculo implica una serie de complejidades y problemas polémicos de equidad (Markandya et al, 2001). Por ejemplo, la monetización de ciertos impactos en la salud humana. También hay controversia sobre el tema de los beneficios que afectan a un individuo para compensar los impactos negativos sobre el otro (Smith et al, 2001). Estas cuestiones que ven con la equidad y la agregación no pueden ser resueltas por completo por la economía (Banuri et al, 1996).
Sobre una base utilitaria, que tradicionalmente se ha utilizado en la economía del bienestar, un argumento se puede hacer para que los países más ricos asuman la mayor parte de las cargas de la mitigación (2007). Sin embargo, otro resultado es posible con un modelado diferente de los impactos. Si se toma un enfoque en el que los intereses de las personas más pobres tienen menor ponderación, el resultado es que no hay un argumento mucho más débil en favor de las medidas de mitigación en los países ricos. La valoración de impactos del cambio climático en los países más pobres de menos de impactos nacionales de cambio climático (tanto en términos de la política y los impactos del cambio climático) sería coherente con el gasto observado en los países ricos de la ayuda exterior (Hepburn, 2005; Helm, 2008).
En términos de la función de bienestar social, los diferentes resultados dependen de la elasticidad de la utilidad marginal. Una utilidad marginal decreciente del consumo significa que una persona pobre se juzga a beneficiarse más de los aumentos en el consumo en relación con una persona más rica. Una utilidad marginal constante del consumo no hace esta distinción, y conduce a la consecuencia de que los países más ricos deberían mitigar menos.
Un tercer enfoque ve el problema desde la perspectiva de los que más han contribuido al problema. Debido a que los países industrializados han contribuido con más de dos tercios de la población de gases de efecto invernadero de origen humano en la atmósfera, este enfoque sugiere que estos han de tener la mayor parte de los costos. Este balance de las emisiones se ha descrito como una "deuda ambiental" (1996). En términos de eficiencia, esta opinión no es compatible. Esto se debe a la eficiencia requiere incentivos para mirar hacia el futuro, y no en retrospectiva (1996). La cuestión de la responsabilidad histórica es una cuestión de ética. ((1996) sugirió que los países desarrollados podrían abordar el tema al hacer pagos indirectos a los países en desarrollo.

### Compensaciones
A menudo se argumenta en la literatura que existe un trade-off entre la adaptación y la mitigación, en que los recursos comprometidos con una no están disponibles para la otra (2001). Esto es discutible en la práctica porque las personas que cargan con los costos de reducción de emisiones o beneficios son a menudo diferentes de los que pagan o se benefician de las medidas de adaptación.
También hay una solución de compromiso en cómo se debe evitar tanto daño del cambio climático. La suposición de que siempre es posible sacrificar diferentes resultados es visto como problemático por muchas personas (2007). Por ejemplo, podría llegar a un comercio entre el crecimiento económico y los daños que enfrentan las culturas indígenas.
Parte de la literatura ha señalado las dificultades en este tipo de supuestos. Por ejemplo, puede haber aversión a cualquier precio hacia la pérdida de especies particulares. También se ha sugerido que la baja probabilidad, están sobreponderando resultados extremos a la hora de tomar decisiones. Esto está relacionado con el cambio climático, ya que la posibilidad de futuros cambios abruptos en el clima o el sistema de la Tierra no se puede descartar. Por ejemplo, si la capa de hielo de la Antártida Occidental fue a desintegrarse, podría dar lugar a un aumento del nivel del mar de 4 a 6 metros durante varios siglos.

#### El análisis de costo-beneficio
En un análisis de coste-beneficio, las compensaciones entre los efectos del cambio climático, la adaptación y la mitigación se hacen explícitos. El análisis de coste-beneficio del cambio climático se produce utilizando modelos integrados de evaluación (IAMS), que incorporan aspectos de las ciencias naturales, sociales y económicas.
En un IAM diseñado para el análisis de coste-beneficio, los costos y beneficios de los impactos, la adaptación y la mitigación se convierten en estimaciones monetarias. Algunos ven la monetización de los costos y beneficios como controversial. Los niveles "óptimos" de la mitigación y la adaptación entonces, se resolvieron mediante la comparación de los costos marginales de la acción con los beneficios marginales para evitar daños del cambio climático (2001). La decisión sobre lo "óptimo" depende de los juicios de valor subjetivos realizados por el autor del estudio (Azar, 1998).
Hay muchas incertidumbres que afectan el análisis de coste-beneficio, por ejemplo, funciones de daños sectoriales y específicos de cada país (2001). Otro ejemplo es la adaptación. Las opciones y los costos de adaptación son en gran parte desconocidos, especialmente en los países en desarrollo.

#### Resultados
Un hallazgo común de análisis de coste-beneficio es que el nivel óptimo de reducción de emisiones es modesto en el corto plazo, con la reducción más estricta en el largo plazo (Stern, 2007; Heal, 2008; Barker, 2008). Este enfoque podría conducir a un calentamiento de más de 3 °C por encima del nivel preindustrial (Banco Mundial, 2010). En la mayoría de los modelos, los beneficios superan los costos para la estabilización de los GEI que conducen al calentamiento de 2,5 °C. No hay modelos que sugieran que la política óptima es no hacer nada, es decir, permitir que las emisiones de "negocios como de costumbre".
A lo largo de la trayectoria de emisiones eficientes calculada por Nordhaus y Boyer (2000) (denominado por Fisher et al, 2007), la temperatura media mundial a largo plazo después de 500 años se incrementa en 6,2 °C por encima del nivel de 1900. Nordhaus y Boyer (2000) manifestaron su preocupación por los impactos potencialmente grandes e inciertos de un cambio ambiental tan grande. Debe tenerse en cuenta que la temperatura proyectada en este IAM, como cualquier otra, está sujeta a la incertidumbre científica (por ejemplo, la relación entre las concentraciones de gases de efecto invernadero y la temperatura media mundial, que se llama la sensibilidad climática). Las proyecciones de las concentraciones atmosféricas futuras basadas en trayectorias de las emisiones también se ven afectadas por las incertidumbres científicas, por ejemplo, más de cómo los sumideros de carbono, como los bosques, se verán afectados por el cambio climático futuro. Klein et al. (2007) concluyeron que había pocos estudios de alta calidad en esta área, y se coloca bajo nivel de confianza en los resultados del análisis de coste-beneficio.
Hof et al. (2008) (contemplados en el Banco Mundial, 2010) examinaron la sensibilidad del objetivo óptimo del clima para los supuestos sobre el horizonte de tiempo, la sensibilidad del clima, los costos de mitigación, probables daños y tasas de descuento. El objetivo óptimo se definió como la concentración que dé lugar a la menor reducción en el valor actual (es decir, descontado) del consumo mundial. Un conjunto de supuestos que incluyeron una relativamente alta sensibilidad del clima (es decir, un aumento relativamente grande de la temperatura global para un aumento dado de gases de efecto invernadero), los elevados daños y perjuicios, un horizonte a largo plazo, las tasas de descuento bajas (es decir, el consumo futuro se valora relativamente alto), y bajos costos de mitigación, producen un pico óptimo en la concentración de CO2 equivalente a 540 partes por millón (ppm). Otro conjunto de supuestos que supone una menor sensibilidad del clima (menor aumento global de la temperatura), daños menores, un horizonte de tiempo más corto, y una tasa de descuento más alta (consumo actual se valora relativamente más alta), produjo un pico óptimo a 750 ppm.

#### Fortalezas
A pesar de las diversas incertidumbres o posibles críticas de los análisis de coste-beneficio, tiene varios puntos fuertes:
1. Ofrece un análisis exhaustivo internamente coherente y global de los impactos.[80]
2. El análisis de sensibilidad permite supuestos críticos en el análisis para ser cambiados. Esto puede identificar áreas en las que el valor de la información es la más alta y donde la investigación adicional podría tener las más altas rentabilidades.[128]
3. A medida que se reduce la incertidumbre, los modelos integrados utilizados en la producción de análisis de costo-beneficio pueden ser más realistas y útiles.

## La geoingeniería
La geoingeniería son esfuerzos tecnológicos para estabilizar el sistema climático mediante la intervención directa en el balance energético de la atmósfera-sistema-tierra. La intención de la geoingeniería es reducir la cantidad de calentamiento global (la tendencia observada de aumento de la temperatura media mundial). IPCC (2007) llegó a la conclusión de que las estimaciones de costos confiables para las opciones de geoingeniería no se habían publicado. Este hallazgo se basa en un acuerdo medio en la literatura y la evidencia limitada.

## Informes importantes considerando aspectos económicos del cambio climático
El Grupo Intergubernamental de Expertos sobre el Cambio Climático (IPCC) ha elaborado varios informes donde se evalúa la literatura económica sobre el cambio climático. En 1995, el IPCC publicó su segunda serie de informes de evaluación sobre el cambio climático. El grupo de trabajo III del IPCC elaboró un informe sobre las "dimensiones económicas y sociales del cambio climático." En las evaluaciones del tercer grupo de trabajo del IPCC y el cuarto más tarde, publicados en 2001 y 2007, respectivamente, la evaluación de la literatura económica se divide en dos informes elaborados por los grupos de trabajo II y III del IPCC. En 2011 el Grupo de Trabajo III del IPCC publicó un Informe Especial sobre Fuentes de Energía Renovables y Mitigación del Cambio Climático.
El Informe Stern sobre la Economía del Cambio Climático es un informe de 700 páginas publicado por el gobierno británico el 30 de octubre de 2006, por el economista Nicholas Stern, presidente del Instituto de Investigación Grantham sobre Cambio Climático y Medio Ambiente en la Escuela de Economía y Ciencia Política de Londres. El informe analiza el efecto del calentamiento global en la economía mundial.
La revisión Garnaut sobre el cambio climático fue un estudio realizado por el profesor Ross Garnaut, encargado por el entonces líder de la oposición, Kevin Rudd, y por los gobiernos estatales y territoriales de Australia el 30 de abril de 2007. Después de su elección el 24 de noviembre de 2007 el primer ministro de Australia, Kevin Rudd, confirmó la participación del Gobierno Estatal en la Revista.
Un informe del Programa de Medio Ambiente de las Naciones Unidas y la Organización Mundial del Comercio "ofrece una visión general de los principales vínculos entre el comercio y el cambio climático basado en una revisión de la literatura disponible y un estudio de las políticas nacionales pertinentes".

### Videos
- Conferencia: "El costo económico del cambio climático". Ponentes: Masahiko Aoki (Universidad Stanford), Michel Armatte (Centro A. Koyré), Jean-Pierre Dupuy (Universidad Stanford), Olivier Godard (C.N.I.C.F.), Jean-Charles Hourcade (C.I.R.E.D.), Inge Kaul (Escuela Hertie), Philippe Quirion (C.N.I.C.F.), Thomas Schelling (Universidad de Maryland), Robert Solow (MIT), Nicholas Stern (Escuela de Economía y Ciencia Política de Londres), Thomas Sterner (Universidad de Gotemburgo), and Martin Weitzman (Universidad de Harvard) Grabado en 2008.
- "Cambio Climático y Desastres - Riesgo y Política". Una discusión basada en la obra de William Nordhaus, profesor de Economía en la Universidad Yale. Esta discusión se llevó a cabo en el Banco Mundial en 2008.
- "¿Podemos permitirnos el futuro? La economía de un calentamiento mundial". Una conferencia dada por Frank Ackerman en la Universidad de Boston, el 28 de abril de 2009.
- "La negociación de un nuevo Tratado Climático Internacional". Una charla dada por Scott Barrett, Lenfest-Profesor de Economía de Recursos Naturales en el Instituto de la Tierra, Escuela de Asuntos Internacionales y Públicos, Universidad de Columbia. 08 de octubre de 2009.
- En la ciencia y la economía del cambio climático - Prof. Christopher Williams en  La realidad se impone  (5 partes), Parte 1 Archivado el 5 de febrero de 2015 en Wayback Machine. - Cambio Climático y esperando por Bruce Willis, Parte 2 Archivado el 5 de febrero de 2015 en Wayback Machine. - Wall Street al Planeta Tierra, Parte 3 Archivado el 5 de febrero de 2015 en Wayback Machine. - Tiene el éxito financiero de la Fracturación hidráulica Apagar las Políticas de Cambio climático de Estados Unidos?, Parte 4 Archivado el 5 de febrero de 2015 en Wayback Machine. - ¿Podemos confiar en las soluciones tecnológicas Como la energía nuclear o la Geoingeniería Cuando la fuerza impulsora es Beneficio Financiero?, Parte 5 Archivado el 5 de febrero de 2015 en Wayback Machine. -  Para mejorar los efectos perjudiciales del cambio climático, tanto la reforma de Corto Plazo y Largo Plazo transformación radical de la economía, finanzas, relaciones de poder político y social se necesitan, The Real News.

- Datos: Q5333592